# Eleccions legislatives croates de 1995
Les Eleccions legislatives croates de 1995 es van dur a terme el 29 d'octubre de 1995 per a renovar els 127 membres del Sabor croat. El mandat parlamentari expirava el 1996, però el partit governant volia aprofitar l'eufòria provocada per l'èxit de l'operació Tempesta que acabà amb la República sèrbia de Krajina La Unió Democràtica Croata, va obtenir la majoria absoluta i Zlatko Mateša fou nomenat primer ministre de Croàcia.

## Resultat de les eleccions
Resultats de les eleccions celebrades el 29 d'octubre de 1995 al Parlament croat (Hrvatski Sabor)
|                                                                         |                                                                         | Llistes | Llistes | Llistes | Llistes | Constituències individuals | Constituències individuals | Diàspora | Diàspora | Total (incloses minorires nacionals) | Total (incloses minorires nacionals) | Canvi |
| Partits i coalicions                                                    | Partits i coalicions                                                    | Vots    | %       | Escons  | %       | Escons                     | %                          | Escons   | %        | Escons                               | %                                    | %     |
| ----------------------------------------------------------------------- | ----------------------------------------------------------------------- | ------- | ------- | ------- | ------- | -------------------------- | -------------------------- | -------- | -------- | ------------------------------------ | ------------------------------------ | ----- |
| Unió Democràtica Croata (Hrvatska demokratska zajednica)                | Unió Democràtica Croata (Hrvatska demokratska zajednica)                |         | 45.2    | 42      | 52.50   | 21                         | 75.00                      | 12       | 100.00   | 75                                   | 59.06                                | -2.53 |
| Coalició:                                                               | Partit Camperol Croat (Hrvatska seljačka stranka)                       |         | 18.3    | 16      | 20.00   | 2                          | 7.14                       | 0        | 0.00     | 18                                   | 14.17                                |       |
| Coalició:                                                               | Assemblea Democràtica Istriana (Istarski demokratski sabor)             |         | 18.3    | 16      | 20.00   | 2                          | 7.14                       | 0        | 0.00     | 18                                   | 14.17                                |       |
| Coalició:                                                               | Partit Popular Croat (Hrvatska narodna stranka)                         |         | 18.3    | 16      | 20.00   | 2                          | 7.14                       | 0        | 0.00     | 18                                   | 14.17                                |       |
| Coalició:                                                               | Unió Democristiana Croata (Hrvatska kršćanska demokratska unija)        |         | 18.3    | 16      | 20.00   | 2                          | 7.14                       | 0        | 0.00     | 18                                   | 14.17                                |       |
| Coalició:                                                               | Partit Croat d'Eslavònia-Baranja (Slavonsko-baranjska hrvatska stranka) |         | 18.3    | 16      | 20.00   | 2                          | 7.14                       | 0        | 0.00     | 18                                   | 14.17                                |       |
| Partit Social Liberal Croat (Hrvatska socijalno liberalna stranka)      | Partit Social Liberal Croat (Hrvatska socijalno liberalna stranka)      |         | 11.5    | 10      | 12.50   | 2                          | 7.14                       | 0        | 0.00     | 12                                   | 9.45                                 | -0.69 |
| Partit Socialdemòcrata de Croàcia (Socijaldemokratska partija Hrvatske) | Partit Socialdemòcrata de Croàcia (Socijaldemokratska partija Hrvatske) |         | 8.9     | 8       | 10      | 2                          | 7.14                       | 0        | 0.00     | 10                                   | 7.87                                 | -0.10 |
| Partit Croat dels Drets (Hrvatska stranka prava)                        | Partit Croat dels Drets (Hrvatska stranka prava)                        |         | 5.0     | 4       | 5.00    | 0                          | 0.00                       | 0        | 0.00     | 4                                    | 3.15                                 | -0.47 |
| Altres                                                                  | Altres                                                                  |         | 11.1    | 0       | 0.00    | 1                          | 3.57                       | 0        | 0.00     | 8                                    | 6.30                                 |       |
| Total                                                                   | Total                                                                   |         |         | 80      | 100.00  | 28                         | 100.00                     | 12       | 100.00   | 127                                  | 100.00                               |       |
| Vots nuls                                                               |                                                                         |         |         |         |         |                            |                            |          |          |                                      |                                      |       |
| Vots vàlids                                                             |                                                                         |         |         |         |         |                            |                            |          |          |                                      |                                      |       |
| Votants registrats                                                      |                                                                         |         |         |         |         |                            |                            |          |          |                                      |                                      |       |
| Font: IDS-DDI web site Arxivat 2013-01-03 at Archive.is.                |                                                                         |         |         |         |         |                            |                            |          |          |                                      |                                      |       |

## Distribució dels escons de les minories
- Serbis: 3
- Hongaresos: 1
- Italians: 1
- Txecs i Eslovacs: 1
- Austríacs, búlgars, alemanys ètnics, Polonesos, roma, romanesos, rusyns, russos, turcs, ucraïnesos, valacs i jueus: 1
- Albanesos, bosnians, montenegrins, macedonis, eslovens: 1